# Municipio de Santa Cruz Mixtepec
El municipio de Santa Cruz Mixtepec es uno de los 570 municipios del estado mexicano de Oaxaca. Su cabecera es la localidad de Santa Cruz Mixtepec.

## Geografía
El municipio de Santa Cruz Mixtepec colinda al norte con el San Bernardo Mixtepec; al este con los municipios de San Pablo Huixtepec y Zimatlán de Álvarez; al sur con los municipios de Santa Ana Tlapacoyan y San Miguel Mixtepec; y al oeste con el municipio de San Antonino el Alto.

## Localidades
El municipio de Santa Cruz Mixtepec cuenta con 16 localidades.
| Localidad           | Población (2020) |
| ------------------- | ---------------- |
| Santa Cruz Mixtepec | 1370             |
| Trapiche Santa Cruz | 755              |
| San Mateo Mixtepec  | 733              |

## Gobierno
El municipio de Santa Cruz Mixtepec se rige mediante el sistema de usos y costumbres.
| Presidente municipal             | Periodo   |
| -------------------------------- | --------- |
| Francisco Samario Labariega      | 1996-1998 |
| Fabiola Gómez García             | 1999-2000 |
| Arturo Martínez Guzmán           | 2000-2001 |
| Godofredo Florenciano Altamirano | 2002-2004 |
| Javier García Luis               | 2005-2007 |
| Antonio Ferrer García            | 2008-2010 |
| Jesús Claudio Martínez Alcázar   | 2011-2013 |
| Félix Gómez Samario              | 2013-2016 |
| Martín Esteban Altamirano        | 2017-2019 |
| Medardo Reyes Pérez              | 2020-2022 |